# Diocesi di Moulins

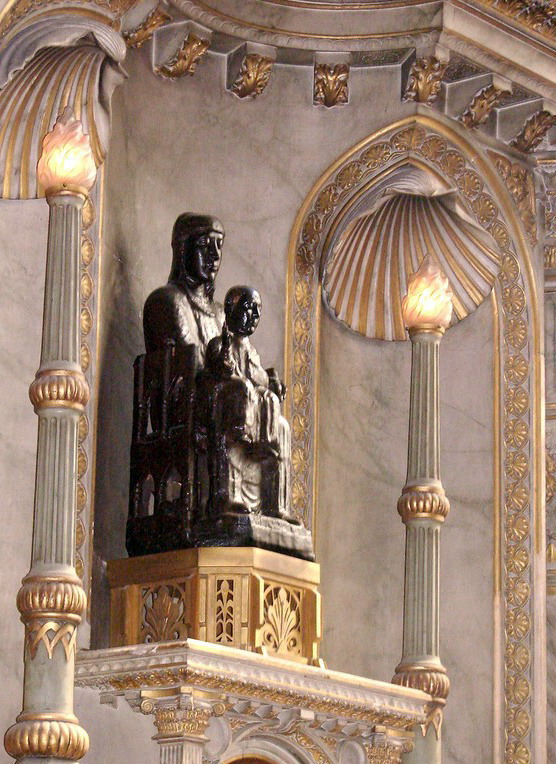
Notre-Dame du Moulins, patrona della diocesi.

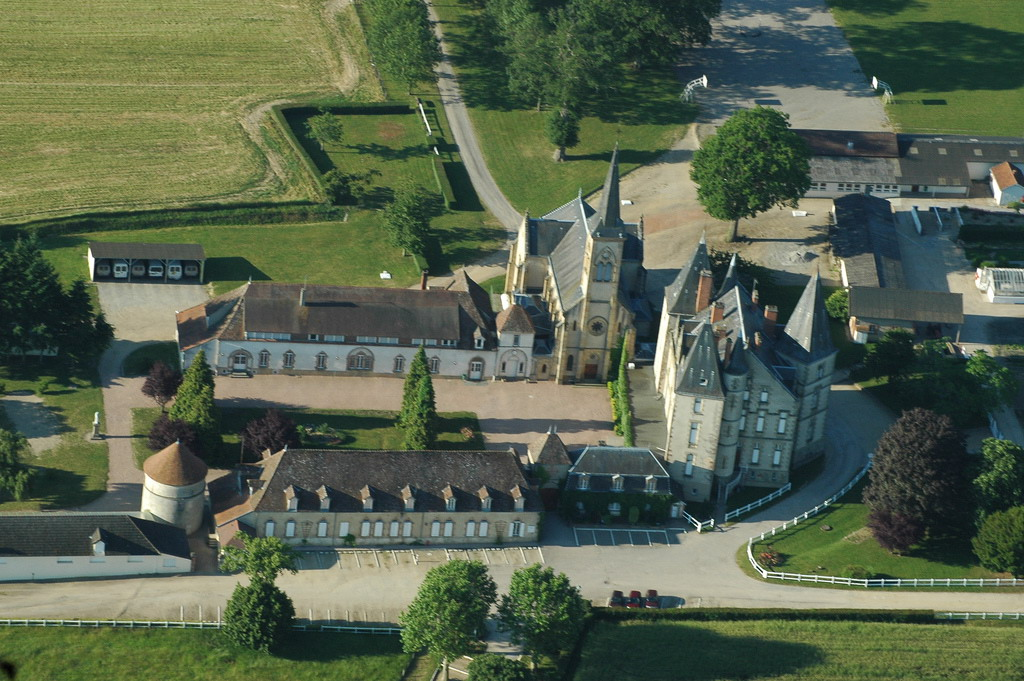
Il seminario minore del Réray.

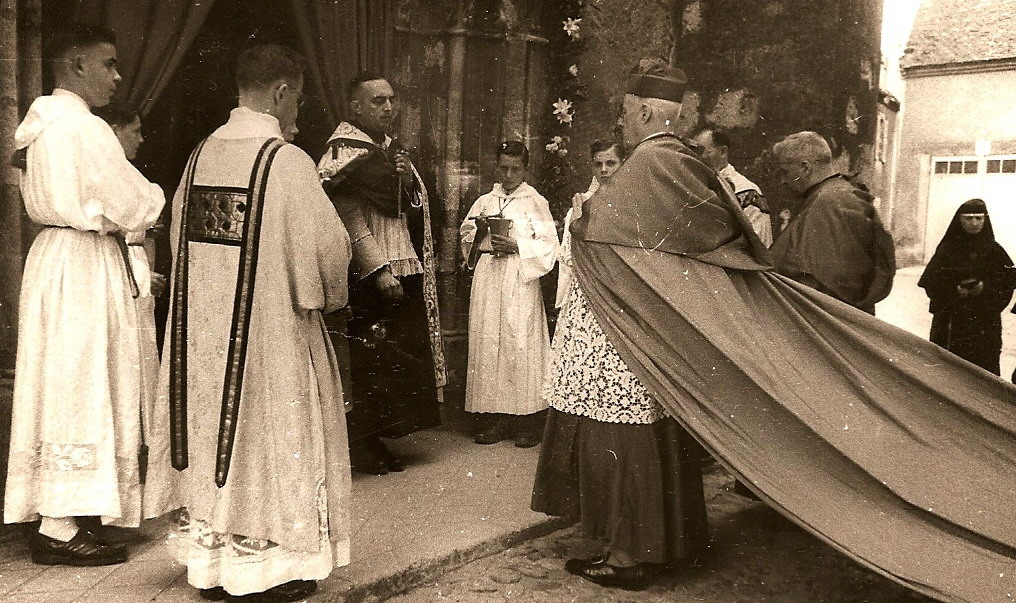
Il vescovo Georges Jacquin in cappa magna compie la visita pastorale ad una parrocchia.

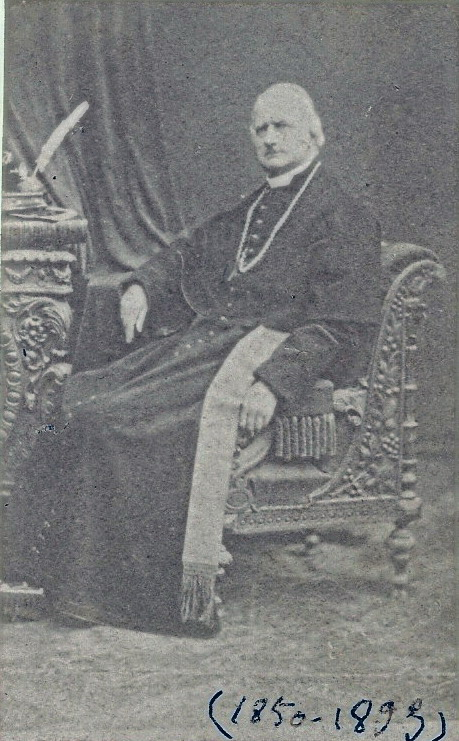
Monsignor de Dreux-Brézé.

La diocesi di Moulins (in latino Dioecesis Molinensis) è una sede della Chiesa cattolica in Francia suffraganea dell'arcidiocesi di Clermont. Nel 2023 contava 201.580 battezzati su 335.975 abitanti. È retta dal vescovo Marc Beaumont.

## Territorio
La diocesi comprende il dipartimento francese dell'Allier.
Sede vescovile è la città di Moulins, dove si trova la cattedrale di Nostra Signora dell'Annunciazione.
Il territorio è suddiviso in 16 parrocchie, raggruppate in 4 decanati: Moulins, Montluçon, Vichy e decanato rurale.

## Storia

### La prima diocesi di Moulins
La decisione di erigere la diocesi di Moulins fu presa nel 1788 e Étienne Jean-Baptiste des Gallois de La Tour, vicario generale della diocesi di Autun e decano del capitolo della collegiata di Moulins fu eletto vescovo, mentre scoppiava la rivoluzione francese. L'erezione della diocesi fu sospesa; l'investitura canonica e la consacrazione del vescovo furono rinviate sine die e non ebbero mai luogo. Per evitare di prestare giuramento alla costituzione civile del clero, il vescovo si ritirò nel castello de la Tour (che oggi si trova nel comune di Saint-Pierre-Laval) e nel 1790 emigrò. Morì arcivescovo di Bourges nel 1820.
I confini della diocesi del 1789 non erano quelli dell'attuale dipartimento, tanto meno quelli dell'antica provincia. Il territorio era formato nel Berry da una parte degli arcipresbiterati di Bourbon e di Hérisson e di tutto quello di Chantelle; in Alvernia, dalla parte dell'arcipresbiterato di Souvigny sopra la Bouble, lasciandosi a est l'arcipresbiterato di Limagne e scendendo per Varennes e Lapalisse fino alla Besbre, nell'arcipresbiterato di Cusset. Inoltre ricadevano nel territorio della diocesi due arcipresbiterati di Moulins e di Pierrefitte.

### La diocesi costituzionale dell'Allier
Nel 1790, François-Xavier Laurent, curato di Huillaux, fu nominato vescovo costituzionale dell'Allier.
Deputato del clero del siniscalcato di Bourbonnais agli stati generali, Laurent fu uno dei primi dell'ordine del clero a passare alla camera dei comuni, quando si costituirono in assemblea nazionale il 16 giugno 1789; aveva sostenuto la soppressione delle decime e dei salari del clero, e, il 17 dicembre seguente, prestò giuramento alla costituzione civile del clero. Proclamato vescovo, si fece consacrare a Parigi dal suo collega all'assemblea costituente, Henri Grégoire, vescovo di Blois. La costituzione civile del clero dispensava i vescovi eletti dal ricorrere alla Santa Sede per ottenerne l'approvazione e ricevere l'autorizzazione ad esercitare le loro funzioni; il vescovo costituzionale Laurent si affrettò quindi a prendere possesso, in pompa magna, della sua sede nella chiesa collegiata di Notre-Dame, divenuta la cattedrale della diocesi dell'Allier. I canonici che rifiutarono di prestare giuramento furono allora destituiti e sostituiti da sedici vicari episcopali nominati dal vescovo.
Laurent non restò a lungo sulla cattedra di Moulins. Le persecuzioni contro gli ecclesiastici che si erano rifiutati di prestare giuramento si estenderanno ben presto anche a coloro che, pur avendo giurato, erano sospettati di moderatismo. Per sfuggire alle persecuzioni, alcuni diverranno apostati, altri contrarranno matrimonio, altri si daranno agli eccessi della rivoluzione; tutti deporranno l'abito ecclesiastico che era stato proscritto e torneranno allo stato laicale. Laurent si rifugiò a Clermont-Ferrand, dove morì e gli furono resi onori funebri degni della dignità che aveva avuto.
Ebbe quindi un successore. Proprio nel mezzo della rivoluzione e prima che il culto fosse completamente interrotto, l'anziano curato della parrocchia d'Iseure, Buteaux-Dupoux, che aveva prestato giuramento e aveva seguito la sede della sua parrocchia trasferita nella chiesa del Carmine di Moulins, ambì all'episcopato. Si recò a Parigi e si fece consacrare vescovo da Henri Grégoire, come il suo predecessore; tornò a Moulins per prendere possesso della diocesi, indossare l'abito episcopale e officiare nella cattedrale. Ma la sua giurisdizione, contestata dal clero, non si estese fuori dalle mura della cattedrale. Poco dopo, il culto cattolico fu abolito. Il vescovo raggiunse Parigi dove morì dopo il ristabilimento del culto nel 1803 e fu onorato con funerali episcopali per decisione del governo.
La cattedrale divenne un tempio della ragione.

### Il ritorno del culto
Quando la persecuzione contro i sacerdoti si calmò, qualche ecclesiastico si azzardò a riprendere il ministero nelle chiese devastate, tollerato dalle autorità e richiesto dai fedeli. Privi di grandi mezzi di sussistenza, questi preti facevano fronte ai bisogni più urgenti del culto. Alcuni ecclesiastici si riunirono allora a Moulins per esercitarvi il loro ministero, sotto l'autorità dell'abbé Roux, amministratore della diocesi di Autun, da cui ancora formalmente dipendevano Moulins e tutte le parrocchie dell'Allier che non riconoscevano la costituzione civile del clero. Roux si stabilì a Moulins e, sostenuto dai fedeli, restaurò la chiesa di Notre-Dame, riaprì le principali chiese e ne bandì il culto della Ragione e i teofilantropi.
Quando il primo Console ristabilì in Francia il culto cattolico, il nuovo concordato, firmato a Parigi, il 15 luglio 1801, soppresse la diocesi dell'Allier, e ne incorporò il territorio nella diocesi di Clermont. Moulins tornò ad essere residenza di un vicario generale, come prima della rivoluzione.
Dopo il ritorno dei Borboni sul trono, la prima preoccupazione dell'abbé Roux fu di rammentare a re Luigi XVIII il voto di Luigi XVI, che, di concerto con papa Pio VI, aveva eretto la diocesi di Moulins. Il nuovo re di Francia non tardò a occuparsi delle modifiche al concordato del 1801, in merito al nome e alla circoscrizione delle diocesi; voleva chiaramente far cessare lo scisma che era nato in Francia in seguito alle proteste di papa Pio VII contro il concordato firmato a Fontainebleau il 13 febbraio 1813. Le relazioni diplomatiche riallacciate già nel 1814 presso la corte pontificia, furono portate avanti dal conte di Blacas d'Aulps. L'11 giugno 1815, queste negoziazioni termineranno con una convenzione tra Pio VII e Luigi XVIII, che ristabilì il concordato di Bologna, sottoscritto da Leone X e Francesco I, modificò le circoscrizioni di parecchie diocesi ed eresse in Francia quaranta nuove sedi episcopali. Il dipartimento dell'Allier fu allora destinato a formare il territorio di una diocesi parte della provincia ecclesiastica di Sens e la cui sede fu stabilita a Moulins. Ci vollero sei anni perché il disposto del concordato fosse messo in atto.

### La nuova diocesi di Moulins
La diocesi, ristabilita dal concordato del 1817 e confermata dalla successiva bolla Commissa divinitus del 27 luglio, ricavò il suo territorio da porzioni delle diocesi di Autun, di Bourges e di Clermont, onde corrispondere ai confini amministrativi del dipartimento dell'Allier; la nuova diocesi era suffraganea dell'arcidiocesi di Sens. In seguito però alle difficoltà incontrate dal concordato, non approvato dal parlamento, questa erezione non ebbe effetto e la questione rimase sospesa fino al 1822. In quest'anno finalmente si giunse ad un accordo per l'applicazione delle decisioni del 1817, che furono confermate dalla bolla Paternae charitatis di papa Pio VII del 6 ottobre, e resa esecutiva il 30 dello stesso mese. M. Antoine de La Grange de Pons fu eletto vescovo di Moulins e la collegiata di Moulins fu elevata alla dignità di cattedrale. Consacrato nella cattedrale di Notre-Dame di Parigi il 13 luglio 1823, il nuovo vescovo prese possesso della diocesi il 5 settembre. Fu ricevuto in pompa magna dalle autorità municipali. Il 7 settembre 1823 monsignor de Pons istituirà il capitolo cattedrale, formato da 2 vicari generali, 9 canonici e 3 canonici onorari e, l'8 settembre, celebrò pontificalmente per la prima volta nella sua cattedrale. In quest'occasione, consacrò sé stesso, la cattedrale e la diocesi a Maria Santissima, stabilendo la Natività della Vergine come patrona della diocesi.
Ciascuna delle diocesi da cui trasse origine la diocesi di Moulins aveva una propria liturgia gallicana. Affinché tutte le parrocchie celebrassero la stessa liturgia, monsignor de Pons adottò il rituale e il messale della diocesi di Clermont per tutta la diocesi. Per regolare il canto liturgico, pubblicò nel 1826 un breviario (Breviarium Molinense), un graduale (Graduale Molinense) e un antifonario (Antiphonarium Molinense).
Il nuovo vescovo non tardò a visitare la diocesi fino nei villaggi più piccoli. Ottanta parrocchie erano prive di sacerdoti e molte chiese erano chiuse o abbandonate. Si occupò di colmare le lacune incoraggiando le vocazioni ecclesiastiche e sollecitando sacerdoti dalle diocesi vicine. Ottenne quindi l'erezione di molte parrocchie. Il seminario minore era già stato istituito, ed egli fondò nel 1826, il seminario maggiore diocesano che affiderà ai padri maristi nel 1843. A lui si deve anche la creazione d'una cassa di previdenza per i preti invalidi e senza mezzi.

### La romanizzazione della diocesi
Il pontificato del secondo vescovo di Moulins, Pierre Simon de Dreux-Brézé, marcò la vita della diocesi. Alla sua presa di possesso a Moulins il 30 aprile 1850, era il più giovane vescovo francese, avendo appena 38 anni. Resterà a capo della diocesi per quasi 43 anni, fino alla sua morte il 5 gennaio 1893, quando era il vescovo francese più anziano.
L'opera compiuta da questo prelato di tendenze legittimiste e ultramontane durante il suo lungo episcopato, che durò per tutto il Secondo Impero e per i primi 22 anni della Terza Repubblica, fu considerevole: a lui si devono la creazione di molteplici congregazioni religiose e il ritorno dell'ordine della Visitazione a Moulins, dove era morta la sua fondatrice, santa Giovanna Francesca Frémiot de Chantal, così come la fondazione di istituti d'istruzione come l'Institution du Sacré-Cœur di Moulins nel 1880. Intraprese la costruzione e il restauro d'una quarantina di chiese tra il 1850 e il 1870, inaugurando fra le altre la chiesa di san Luigi a Vichy il 2 luglio 1865 e la chiesa di san Saturnino di Cusset il 16 maggio 1868. Pierre Simon de Dreux-Brézé mise in cantiere importanti lavori alla cattedrale di Moulins, divenuta troppo piccola: raddoppiò la superficie della navata centrale e fabbricò le due navate laterali e l'armoniosa facciata con le due torri alte 81 metri. Queste aggiunte architettoniche furono realizzate in stile neogotico, sotto l'influsso di Eugène Viollet-le-Duc. L'architetto parigino Jean-Baptiste-Antoine Lassus - al quale si devono il restauro della cattedrale di Chartres, della Sainte-Chapelle e della cattedrale di Notre-Dame a Parigi di cui costruì la sacrestia - cominciò i lavori, che dopo la sua morte furono continuati da Millet e Selmersheim, nel 1857.
L'altare maggiore della cattedrale, sormontato da un ciborio, fu disposto, «alla romana»: contrariamente all'uso più diffuso all'epoca, fu disposto davanti al coro e non in fondo all'abside. Il vescovo e i canonici celebravano allora la messa rivolti verso la navata. A partire dal 1937, l'altare maggiore fu spostato in fondo al coro: il vescovo e i canonici celebrarono da allora rivolti ad oriente simboleggiante Cristo, nella stessa direzione dei fedeli.
È soprattutto nell'ambito della liturgia che monsignor de Dreux-Brézé lasciò la sua impronta. Sotto l'influenza di Prosper Guéranger, iniziatore del movimento liturgico, molto critico al riguardo dei riti delle diocesi francesi, impose il rito romano alla diocesi con l'ordinanza del 21 novembre 1853. Moulins fu così una delle prime diocesi francesi a sostituire il proprio rito con quello romano. Monsignor de Conny, decano del capitolo cattedrale, pubblicò un cerimoniale romano che fu a lungo un libro liturgico di riferimento. In questo modo i canonici di Moulins otterranno il privilegio di portare in coro la cappa magna in estate e in inverno. Il secondo vescovo di Moulins fu anche uno dei promotori del canto gregoriano e farà usare i graduali e gli antifonari pubblicati per le arcidiocesi di Reims e di Cambrai.
Il vescovo introdusse nella diocesi una forma di paramenti liturgici ispirata ad antiche casule e dalmatiche romane che esistevano prima della moda «barocca», come si possono vedere sulle illustrazioni del liturgista Bartholomée Gavantus nel XVI secolo. Presentano una forma ovale, sovente ornata d'una croce latina sul retro e da una semplice banda sul davanti, ed erano un po' meno ampie di quelle che seguiranno in Francia qualche decennio dopo.
Fino agli anni che precedettero il Concilio Vaticano II, la liturgia nella cattedrale rimase molto solenne. Gli antichi usi del rito romano vi erano perfettamente osservati. Alle funzioni pontificali maggiori, il capitolo assisteva parato, cioè i canonici indossavano, la cotta e il rocchetto, l'amitto e il paramento corrispondente al loro rango: la cappa per i dignitari, la dalmatica per i canonici-diaconi e la tunicella per i canonici-suddiaconi. Quest'uso antico figurava la partecipazione attiva di ciascun ordine del clero all'azione del vescovo.
I conti dell'Opera dei seminari della diocesi, pubblicati tra il 1852 e il 1902, mostrano la fragilità delle finanze della Chiesa in questo periodo e l'impatto limitato che tale opera ebbe sulla borghesia e sulla nobiltà, riflettendo l'impegno di monsignor de Dreux-Brézé in favore delle vocazioni sacerdotali per le quali ipotecò il suo patrimonio personale.

### Epoca contemporanea
Il 19 giugno 1988 è stato approvato un nuovo proprio dei santi, con il quale è riconosciuta come patrona principale della diocesi Notre-Dame de Moulins, la cui festa è fissata al 19 giugno, giorno della sua incoronazione nel 1910.
A partire dagli anni novanta del secolo scorso, il territorio diocesano ha subito una notevole riorganizzazione, che ha ridotto il numero delle parrocchie dalle oltre 300 del 1990 alle attuali 16. Inoltre sono stati istituiti cinque decanati in sostituzione degli 11 precedenti: tre di questi raggruppano le parrocchie degli agglomerati urbani di Moulins, Montluçon e Vichy, mentre gli altri due le parrocchie di campagna (est e ovest).
L'8 dicembre 2002, con la riorganizzazione delle circoscrizioni diocesane francesi, Moulins è entrata a far parte della provincia ecclesiastica dell'arcidiocesi di Clermont.

## Cronotassi dei vescovi
Si omettono i periodi di sede vacante non superiori ai 2 anni o non storicamente accertati.
- Antoine de La Grange de Pons † (16 maggio 1823 - 23 settembre 1849 deceduto)
- Pierre-Simon de Dreux-Brézé † (7 gennaio 1850 - 5 gennaio 1893 deceduto)
- Auguste-René-Marie Dubourg † (19 gennaio 1893 - 6 agosto 1906 nominato arcivescovo di Rennes)
- Emile-Louis-Cornil Lobbedey † (10 agosto 1906 - 5 maggio 1911 nominato vescovo di Arras)
- Jean-Baptiste-Etienne-Honoré Penon † (8 maggio 1911 - 21 giugno 1926 dimesso)[14]
- Jean-Baptiste-Auguste Gonon † (31 agosto 1926 - 21 aprile 1942 deceduto)
- Georges-Clément-Joseph-Edouard Jacquin † (7 ottobre 1942 - 25 aprile 1956 deceduto)
- Francis-Albert Bougon † (2 agosto 1956 - 2 dicembre 1975 dimesso)
- André Bernard Michel Quélen † (2 dicembre 1975 succeduto - 1º ottobre 1998 ritirato)
- Philippe Xavier Ignace Barbarin (1º ottobre 1998 - 16 luglio 2002 nominato arcivescovo di Lione)
- Pascal Roland (27 gennaio 2003 - 15 giugno 2012 nominato vescovo di Belley-Ars)
- Laurent Percerou (14 febbraio 2013 - 11 agosto 2020 nominato vescovo di Nantes)
- Marc Beaumont, dal 29 marzo 2021

## Statistiche
La diocesi nel 2023 su una popolazione di 335.975 persone contava 201.580 battezzati, corrispondenti al 60,0% del totale.
| anno | popolazione | popolazione | popolazione | presbiteri | presbiteri | presbiteri | presbiteri                | diaconi | religiosi | religiosi | parrocchie |
| anno | battezzati  | totale      | %           | numero     | secolari   | regolari   | battezzati per presbitero | diaconi | uomini    | donne     | parrocchie |
| ---- | ----------- | ----------- | ----------- | ---------- | ---------- | ---------- | ------------------------- | ------- | --------- | --------- | ---------- |
| 1950 | 350.000     | 375.845     | 93,1        | 379        | 275        | 104        | 923                       |         | 194       | 475       | 320        |
| 1970 | 360.000     | 386.533     | 93,1        | 254        | 214        | 40         | 1.417                     |         | 75        | 382       | 315        |
| 1980 | 372.500     | 379.400     | 98,2        | 225        | 185        | 40         | 1.655                     | 1       | 109       | 372       | 317        |
| 1990 | 295.000     | 357.000     | 82,6        | 194        | 144        | 50         | 1.520                     | 11      | 100       | 340       | 319        |
| 1999 | 298.200     | 361.700     | 82,4        | 121        | 112        | 9          | 2.464                     | 19      | 102       | 251       | 60         |
| 2000 | 299.000     | 362.700     | 82,4        | 112        | 103        | 9          | 2.669                     | 19      | 45        | 181       | 66         |
| 2001 | 284.000     | 344.721     | 82,4        | 114        | 106        | 8          | 2.491                     | 19      | 52        | 255       | 57         |
| 2002 | 284.000     | 344.721     | 82,4        | 108        | 100        | 8          | 2.629                     | 19      | 82        | 218       | 50         |
| 2003 | 284.000     | 344.721     | 82,4        | 114        | 102        | 12         | 2.491                     | 18      | 142       | 213       | 50         |
| 2004 | 293.012     | 344.721     | 85,0        | 109        | 97         | 12         | 2.688                     | 19      | 129       | 198       | 58         |
| 2013 | 349.800     | 351.700     | 99,5        | 84         | 73         | 11         | 4.164                     | 18      | 114       | 126       | 18         |
| 2016 | 340.000     | 342.729     | 99,2        | 88         | 58         | 30         | 3.863                     | 21      | 89        | 113       | 18         |
| 2019 | 205.970     | 343.290     | 60,0        | 89         | 53         | 36         | 2.314                     | 21      | 92        | 101       | 18         |
| 2021 | 199.850     | 333.065     | 60,0        | 82         | 45         | 37         | 2.437                     | 23      | 87        | 94        | 18         |
| 2023 | 201.580     | 335.975     | 60,0        | 80         | 42         | 38         | 2.519                     | 24      | 86        | 66        | 16         |